# なかなか行けないニッポンの秘境!スター野宿旅!!
『なかなか行けないニッポンの秘境!スター野宿旅!!』（なかなかいけないニッポンのひきょう スターのじゅくたび）は、2018年4月8日から8月12日までテレビ朝日系列『旅サンデー』で月1回放送されていたレギュラー企画。ゲスト出演者が旅人として野宿旅をする。
レギュラー放送開始前の2017年7月29日の14:35 - 16:00にパイロット版が放送された。

## 放送リスト
| 回 | 放送日        | 出演者     | 旅先                 |
| -- | ------------- | ---------- | -------------------- |
| 1  | 2018年 4月8日 | 神保悟志   | 鹿児島県竹島         |
| 1  | 2018年 4月8日 | 遼河はるひ | 長野県遠山郷         |
| 2  | 5月6日        | 土屋アンナ | 三重県神島           |
| 2  | 5月6日        | 把瑠都凱斗 | 奈良県十津川村       |
| 3  | 6月3日        | 宮川一朗太 | 新潟県十日町市松代   |
| 3  | 6月3日        | 横山めぐみ | 愛媛県佐田岬半島     |
| 4  | 7月8日        | 大林素子   | 岐阜県笠置町         |
| 4  | 7月8日        | 金子昇     | 島根県隠岐諸島西ノ島 |
| 5  | 8月12日       | 田中律子   | 長崎県小値賀島       |
| 5  | 8月12日       | 原田龍二   | 岩手県八幡平         |

- 回数表示は『旅サンデー』としての通算回数表示ではなく、本企画のみの回数表示である。

## スタッフ
- ナレーター：キートン山田、三石琴乃
- 構成：鈴木おさむ、中野俊成、小杉四駆郎
- 撮影：濱田和義、駒崎肇、田上良一、長谷川将太、中野健太郎、新井直樹
- 音声：長沢篤、功刀康久、長谷川将太、中野健太郎
- 編集：伊藤芳行、辻本昌義
- MA：谷沢宗明
- 音効：斎藤俊郎
- タイトル：木村郁也
- 編成：田中真由子→西岡佐知子
- 宣伝：池田佐和子
- デスク：藪田早加
- 協力：杉本和也、CAPTAIN STAG.
- 技術協力：ザ・チューブ、スタッフシルエット、東京オフラインセンター、港家、セブンティ
- 制作スタッフ：斎藤康平、山脇達雄、酒井遼、川井浩貴、木俣翔太
- ディレクター：本道英門、長谷川嘉紀、吉江智宏
- 演出：閑和明
- プロデューサー：船引貴史、伊織秀二（ゼロクリエイト）、矢﨑浩司、徳江長政
- ゼネラルプロデューサー：樋口圭介
- 制作協力：ゼロクリエイト
- 制作著作：テレビ朝日